# Хлюдзинские
Хлюдзинские (пол. Chludziński) — польский дворянский род одноименного герба (вариант герба Холева).

## Описание герба
В красном поле меч с золотой рукояткой остриём вверх, между двумя скобами обращёнными наружу. В навершии шлема три страусовых пера. Герб Холева 2 (употребляют Хлюдзинские) внесён в Часть 1 Гербовника дворянских родов Царства Польского.

## Используют
Хлюдзинские, в Ломжинской Земле оседлые, из них Иван в 1660 году купил там же земское имение Хлюдне-Бржегцетна.